# Marcols-les-Eaux
Marcols-les-Eaux è un comune francese di 339 abitanti situato nel dipartimento dell'Ardèche della regione dell'Alvernia-Rodano-Alpi.

## Società

### Evoluzione demografica
Abitanti censiti